# Paragem de Vale do Boi
A Paragem de Vale do Boi foi uma gare ferroviária da Linha de Vendas Novas, situada no concelho de Vendas Novas, em Portugal

## História
A Linha de Vendas Novas foi inaugurada no dia 15 de Janeiro de 1904.